# L'Éternel féminin
Pour plus de détails, voir Fiche technique et Distribution.
L'Éternel féminin (Forever Female) est un film américain réalisé par Irving Rapper, sorti en 1954.

## Fiche technique
- Titre : L'Éternel féminin
- Titre original : Forever Female
- Réalisation : Irving Rapper
- Scénario : Julius J. Epstein et Philip G. Epstein d'après la pièce Rosalind de J. M. Barrie
- Production : Pat Duggan
- Société de production : Paramount Pictures
- Musique : Victor Young
- Photographie : Harry Stradling Sr.
- Montage : Doane Harrison et Archie Marshek
- Décors : J. McMillan Johnson et Hal Pereira
- Costumes : Edith Head
- Effets visuels : Farciot Edouart et Gordon Jennings
- Pays de production : États-Unis
- Langue : anglais
- Format : noir & blanc - Son : Mono (Western Electric Recording)
- Genre : Comédie
- Durée : 93 minutes
- Date de sortie : 
  - États-Unis : 13 janvier 1954 New York
  - États-Unis : 27 janvier 1954 Los Angeles

## Distribution
- Ginger Rogers : Beatrice Page
- William Holden : Stanley Krown
- Paul Douglas : E. Harry Phillips
- Pat Crowley : Sally Carver
- James Gleason : Eddie Woods
- Jesse White : Willie Wolfe
- Marjorie Rambeau : Elle-même
- George Reeves : George Courtland
- King Donovan : L'auteur dramatique
- Vic Perrin : Créateur scénique

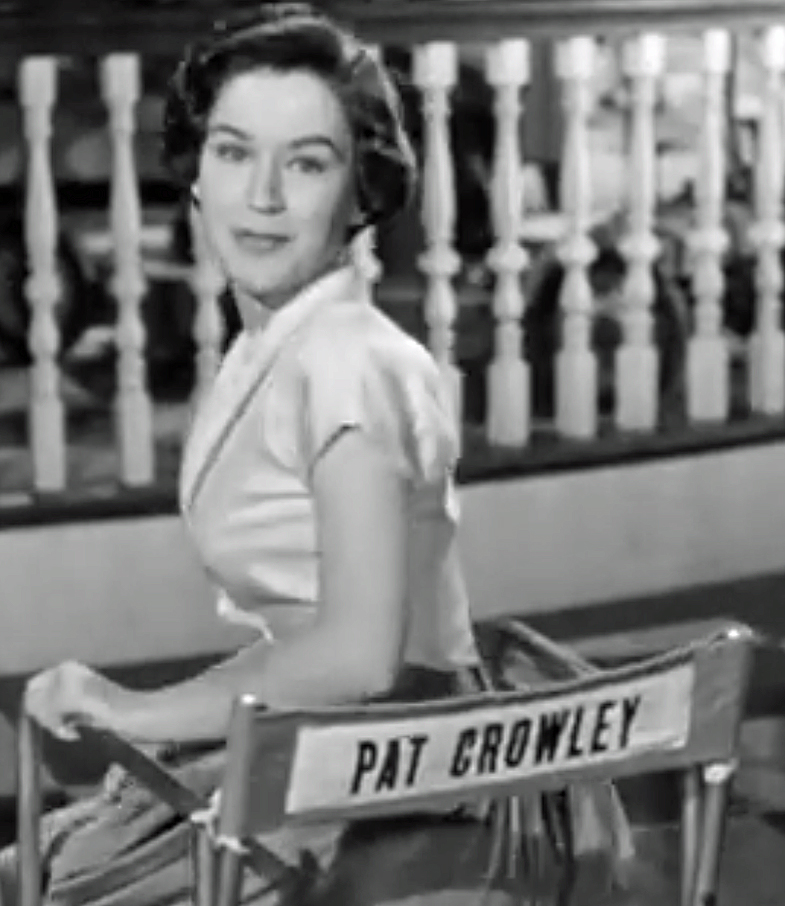
Pat Crowley dans L'Éternel féminin.

- Russell Gaige : Producteur de théâtre
- Marion Ross : Patty
- Richard Shannon : Directeur

Acteurs non crédités :
- William Leslie : Bill
- Maidie Norman : Emma, servante de Beatrice
- Almira Sessions : la mère de Tommy
- Josephine Whittell : Katherine